# Acanthixalus spinosus
Acanthixalus spinosus o rana verrugosa africana es una especie de anfibios de la familia Hyperoliidae.
Habita en Camerún, República del Congo, República Democrática del Congo, Gabón, Nigeria y, posiblemente Angola, República Centroafricana y Guinea Ecuatorial.
Su hábitat natural incluye bosques tropicales o subtropicales secos y a baja altitud y zonas previamente boscosas ahora degradadas.
Está amenazada de extinción por la pérdida de su hábitat natural.